# Noël Séka
Noël Séka (ur. 3 września 1984 w Allahe) – beniński piłkarz grający na pozycji obrońcy.

## Kariera klubowa
Karierę piłkarską Séka rozpoczął w benińskim klubie Requins de l’Atlantique FC. W tym samym roku został piłkarzem francuskiego drugoligowca US Créteil-Lusitanos, w którym rozegrał jedno spotkanie. W 2006 roku przeszedł do duńskiego FC Fyn. W 2009 roku został zawodnikiem omańskiego Al-Nasr Salala, z którego odszedł dwa lata później.

## Kariera reprezentacyjna
W reprezentacji Beninu Séka zadebiutował 23 maja 2004 roku w towarzyskim spotkaniu z Togo (1:1). W 2008 roku został powołany na Puchar Narodów Afryki. Rozegrał w nim jedno spotkanie – z Wybrzeżem Kości Słoniowej (1:4). Łącznie wystąpił w 13 spotkaniach reprezentacji Beninu w latach 2004–2008.